# FN SCAR
FN SCAR（FN スカー：FN Special operations Forces Combat Assault Rifle：特殊部隊用戦闘アサルトライフル）は、ベルギーの火器メーカーであるFNハースタル社がアメリカ特殊作戦軍（以下SOCOMと表記）向けに開発したアサルトライフルである。

## 概要
SCARは、2003年に行われたSOCOMトライアルのために開発され、ロビンソンアーマメント社のXCRと共に参加していたが、XCRが部品調達の遅れによりトライアルから脱落し、結果SCARが選定された。
その後、2005年にはアメリカ陸軍がヘッケラー&コッホのH&K XM8を次期制式アサルトライフルとして発表したが、M16の製造元であるコルト社がロビー活動を展開、アメリカ海兵隊やSOCOMが猛反発して白紙となり、SOCOMはSCARを大量に購入してトライアルすることとなった。イラク戦争やアフガニスタン紛争に投入されている軍やDEAの特殊部隊が使用しており、高い評価を得ている。
2009年4月に600挺のSCAR-Lが第75レンジャー連隊に配備された。
2010年5月にSOCOMがMK16 (SCAR-L) およびMK17 (SCAR-H)、MK13 (FN40GL) の購入を正式に決定した。しかし、後日SOCOMはMK16の購入をキャンセルした。現在はMK17、狙撃手支援小銃としてMk.20 SSRを使用している。
2011年12月、アメリカ海軍はMK16、MK17、MK20、MK13 EGLM、並びに機材保守サービスの追加調達を発表した。
アメリカ軍以外の動向は以下の通り。
ベルギー軍でAimpoint社製ドットサイトと共にSCAR-Lが導入されており将来的にFN FNCを置き換える予定である。なお、ベルギー軍に導入されているものは銃身長が14インチでありSCAR特有の大型のフラッシュハイダーではなくより小型のフラッシュハイダーを装備する。
フランス陸軍は、近年急速に小火器の刷新を進めているが、新たにセミオート狙撃銃 (FPSA) として、FN社のSCAR-H PR 7.62×51mm小銃を2,600丁採用すると、2020年1月に報じられた。「PR」は精密射撃仕様を指し、SCAR-H PRは分隊の行動をサポートする、いわゆるDMR（選抜射手小銃）として採用される。
セミオート狙撃銃選定は2018年8月頃から行われており、当初はH&K社のHK417や、Verney-Carron社のVCD-10、PGM社、シグ社なども候補となっていたようだ。しかし生産キャパシティ問題や調達価格、そしてアメリカ資本・製造の企業ではITARによる輸出規制などの問題があり、ベルギーのFN社に決定したと言われている。
昼間用光学機器としてシュミット＆ベンダー社の1-8×24 PM II Dual CCが、Era Tac社の20MOAマウントを介して取り付けられる。サイレンサーはB&T社のRotex-Vが採用された。また、クリップオンサーマルサイトとして、ベルギー・OIP Sensor Systems社のTIGRIS-IRも同時に採用された。
2019年（令和元年）12月6日、防衛省から陸上自衛隊の89式5.56mm小銃の後継小銃が2018年度（平成30年度）予算で参考品として取得していたSCAR-L、HK416（独ヘッケラー&コッホ社製）とHOWA5.56（豊和工業製）の3機種の中から、「HOWA5.56（豊和工業製）」が選定されたことが発表された。

## 特徴

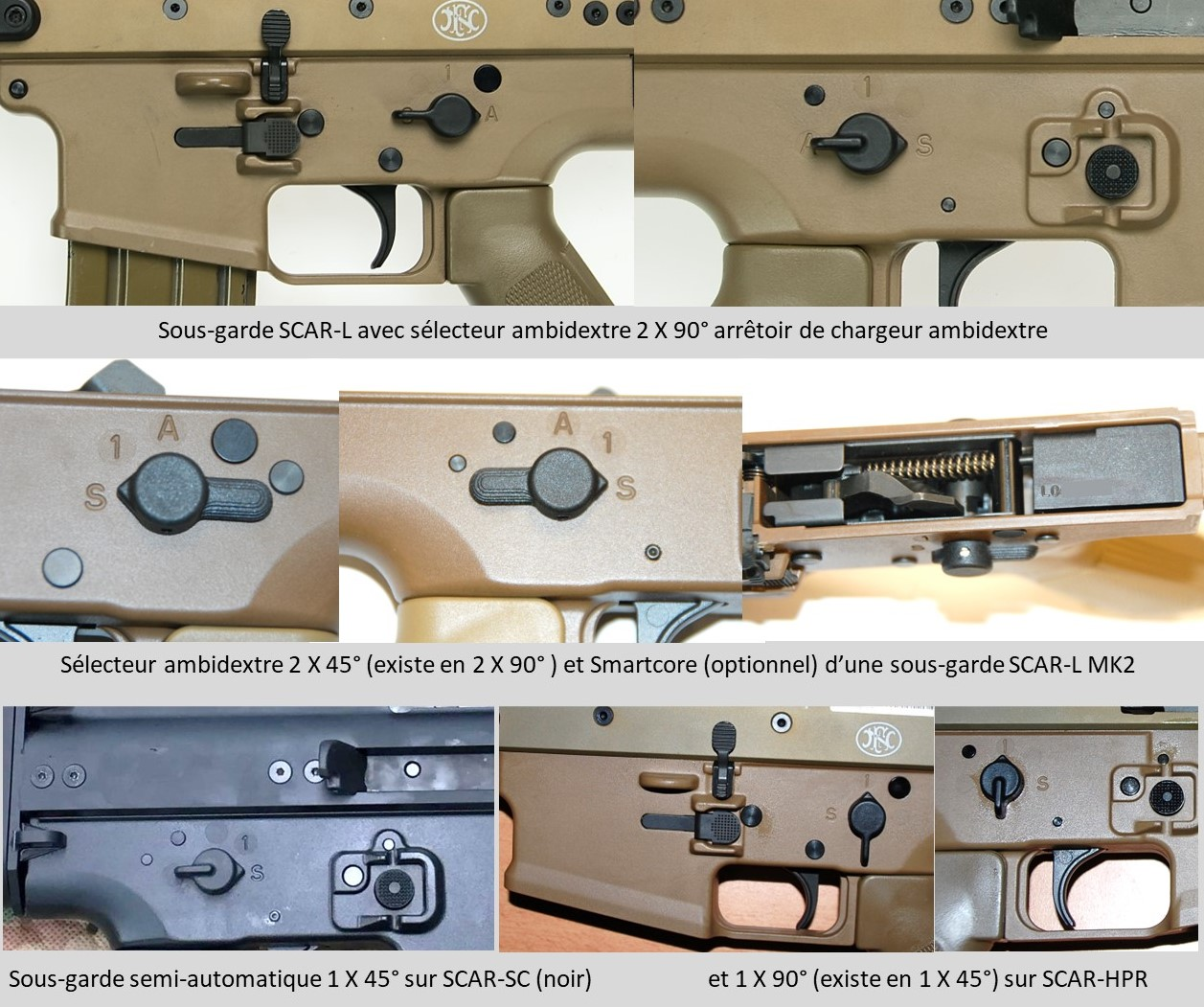

モジュラーライフルとして設計されたSCARには5.56x45mm NATO弾と7.62x51mm NATO弾を使用するモデルが存在するが、多くのパーツに互換性を持たせている。新しい口径の弾丸が開発されたとしても最小限の改良で対応できる。
アッパーレシーバーはアルミ合金製、ロアレシーバーは樹脂製である。マガジンウェルとグリップはM16と同形状とし使用感を近づけている。
作動機構はガス圧利用方式だが、M16がリュングマン式を採用したのに対し、SCARはショートストロークピストン式となっている。ガス調整弁を備えており、サプレッサーの使用時や、作動不良時に調節する。弾薬を撃ち尽くすとボルトキャッチによりボルトは後退位置で保持され、マガジンリリースレバー上に設置されたボルトリリースレバーを操作することで解放される。
アッパーレシーバー上部とハンドガードにはピカティニー・レールが標準装備されており、各種アクセサリーが取り付け可能である。加えて、フリーフローティングバレル（ただし、下面レールのみバレルに直接取り付けてある）や、折り畳み式フロントサイト、高さ調節まで行えるチークパッドによって、ストレスなく射撃を行える。他にも、マガジンキャッチやセレクターは左右両方から操作でき、チャージングハンドルは左右に付け替え可能である。
初期はFDEカラーはなく、TANのバリエーションが存在していたが、現在のカラーリングはブラックとFDE（フラットダークアース）の2種類のみである。
また、M203 グレネードランチャーの後継としてFN F2000用のGL1をベースとした専用のFN40GL (MK13) 40 mmグレネードランチャー (EGLM) も併せて開発された。このランチャーはM320のように銃身を横に向ける動作を加えたため、より全長の長い弾薬を使用できるようになった。更にトリガーグループはマガジンを迂回してライフル本体のトリガーの真下に配置されており、引き金を引く側の手の中指でランチャーの発射が行えるようになっている。

## テスト
2007年7月にメリーランド州アバディーン試験場において、M4カービン、H&K XM8、H&K HK416（M4カービンの近代改良型）を多量の埃がある環境で6,000発発射する品質テストが実施された。この試験では各モデルを10丁用意して1丁につき6,000発、1モデルあたりにして60,000発が発射された。
テストにおいて、SCARは226回の排莢不良を起こし、127回しか起こさなかったXM8に敗北した。一方、M4は882回、HK416は233回であった。
もっとも、このテストはM4カービンの近代改良の有用性についての実験であり、SCAR等の採用テストとして行われたものではない。

## バリエーション
SCAR-L (Light)
5.56x45mm NATO弾仕様。通称MK16
SCAR-H (Heavy)
7.62x51mm NATO弾仕様。通称MK17また、現在導入が検討されている6.5mmクリードモア弾や.260 Remington弾にもモジュール交換だけで即座に対応できるように設計されている。
IAR (Infantry Automatic Rifle)
5.56x45mm NATO弾仕様の分隊支援火器。アメリカ海兵隊のIARプロジェクトに参加したモデル。最終的にはH&K HK416の派生型であるM27 に敗れた。
HAMR (Heat Adaptive Modular Rifle)
IARの改良型。薬室の温度によって、命中精度の高いクローズド・ボルトと銃身の冷却効果が高くコックオフが防止できるオープンボルトを自動的に切り替える。NGSWに出場したが、XM7に敗れる。

SCAR 16S/17S
SCAR-L/Hの民間用セミオートバージョン。両方とも16.25インチの銃身を持つ。16Sの値段は1丁2,994ドル。
SCAR-H PR (Precision Rifle)
SCAR-H TPR (Tactical Precision Rifle)
7.62x51mm NATO弾仕様のマークスマンライフル。通称MK20。
SCAR-L Mk 16 PDW
5.56x45mm NATO弾仕様のPDW。

## 画像

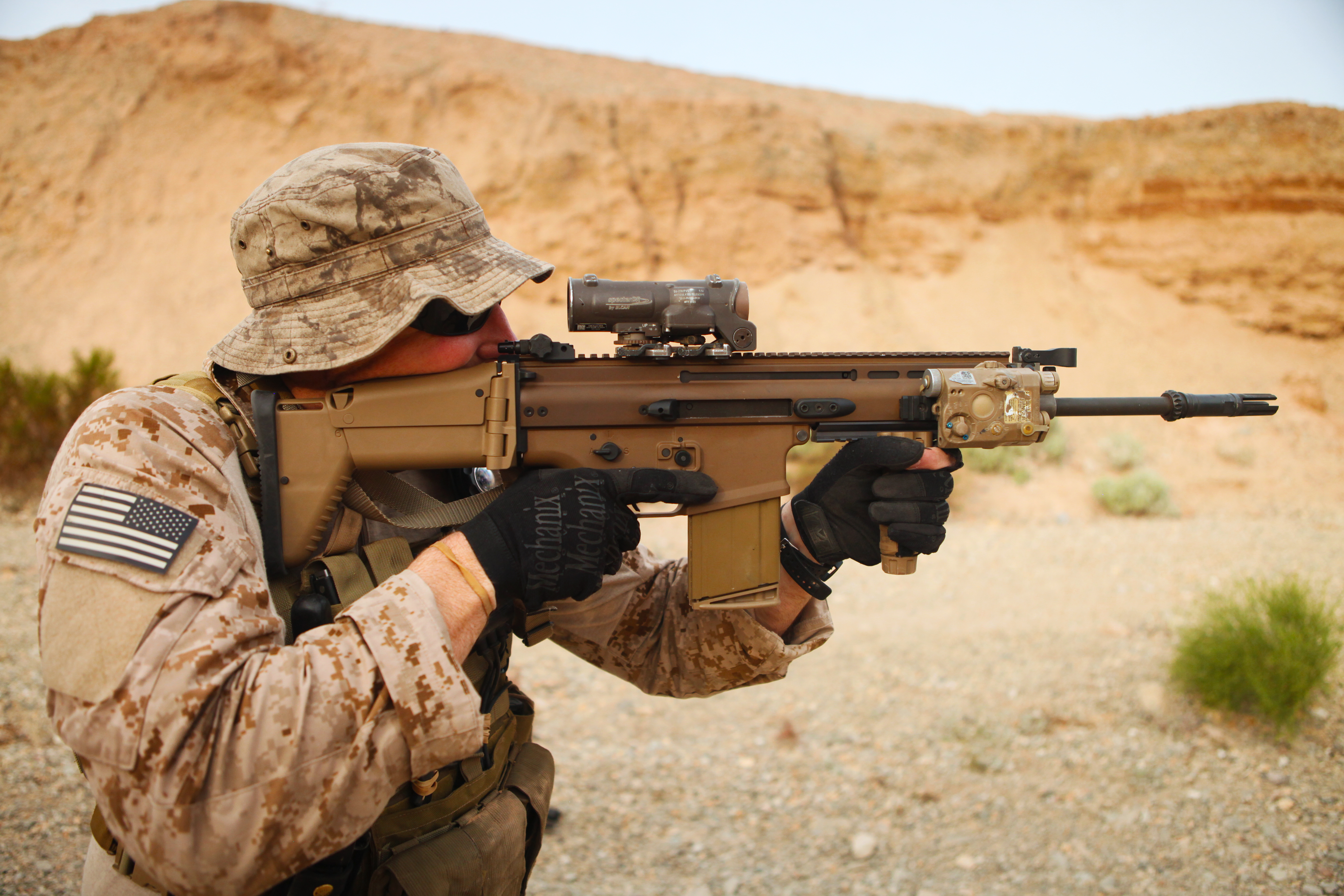
Navy SEALsの隊員とMK17
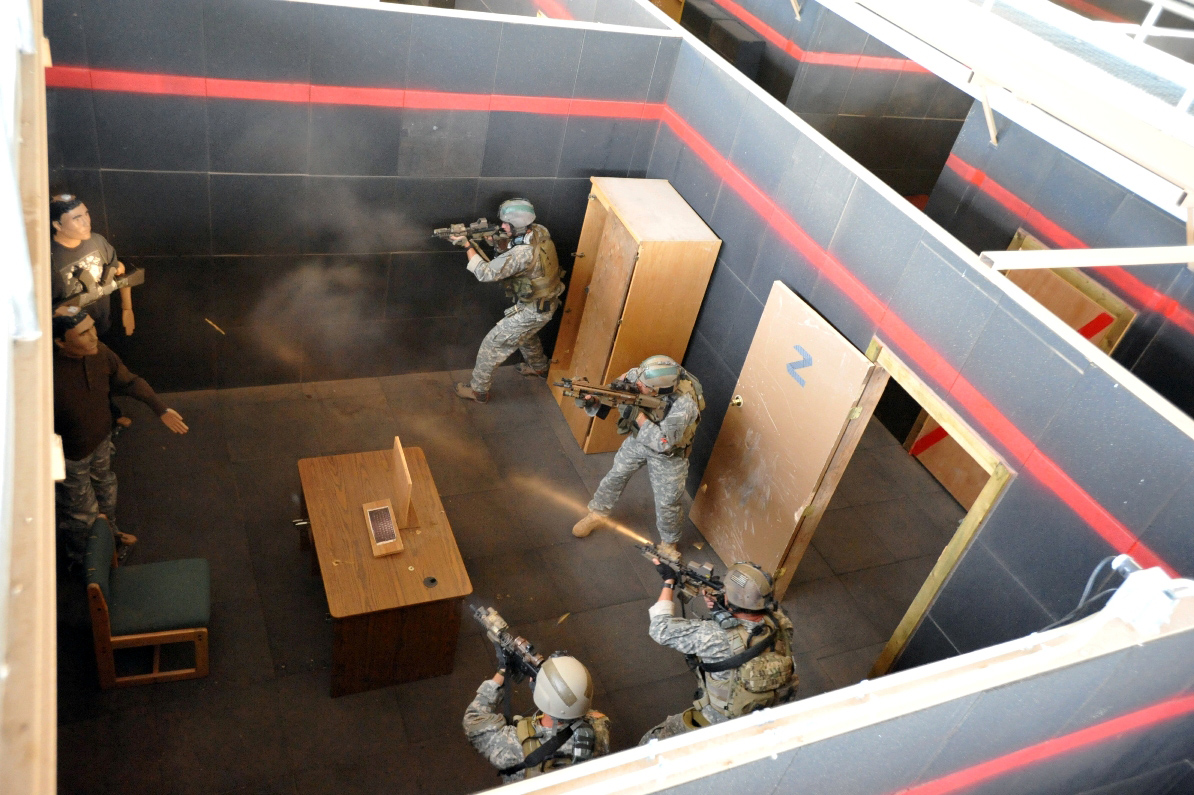
SCARを使用してCQBトレーニングを行なうアメリカ陸軍第10特殊部隊グループ
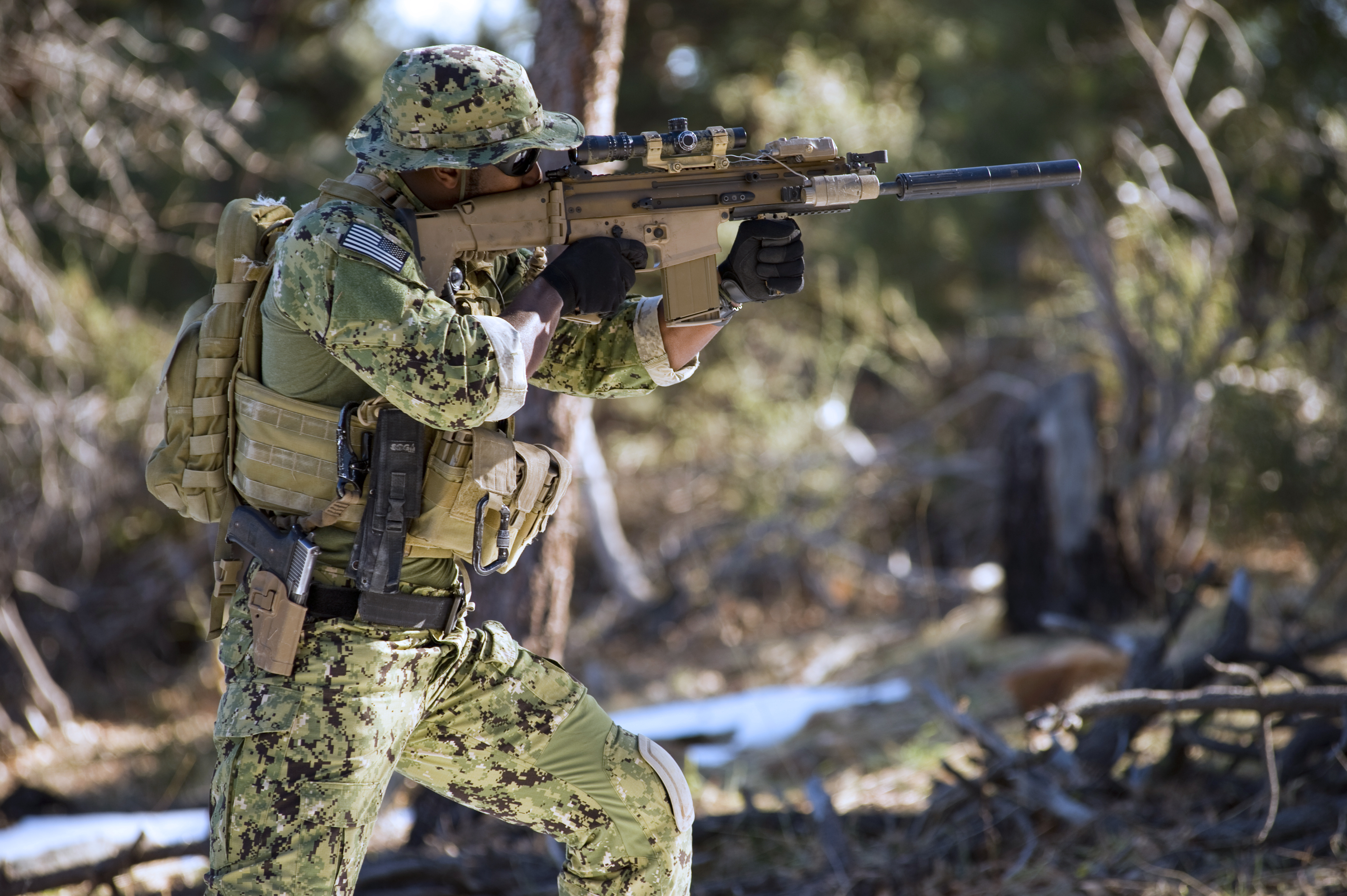
SCAR-Hを構えるNavy SEALsの隊員
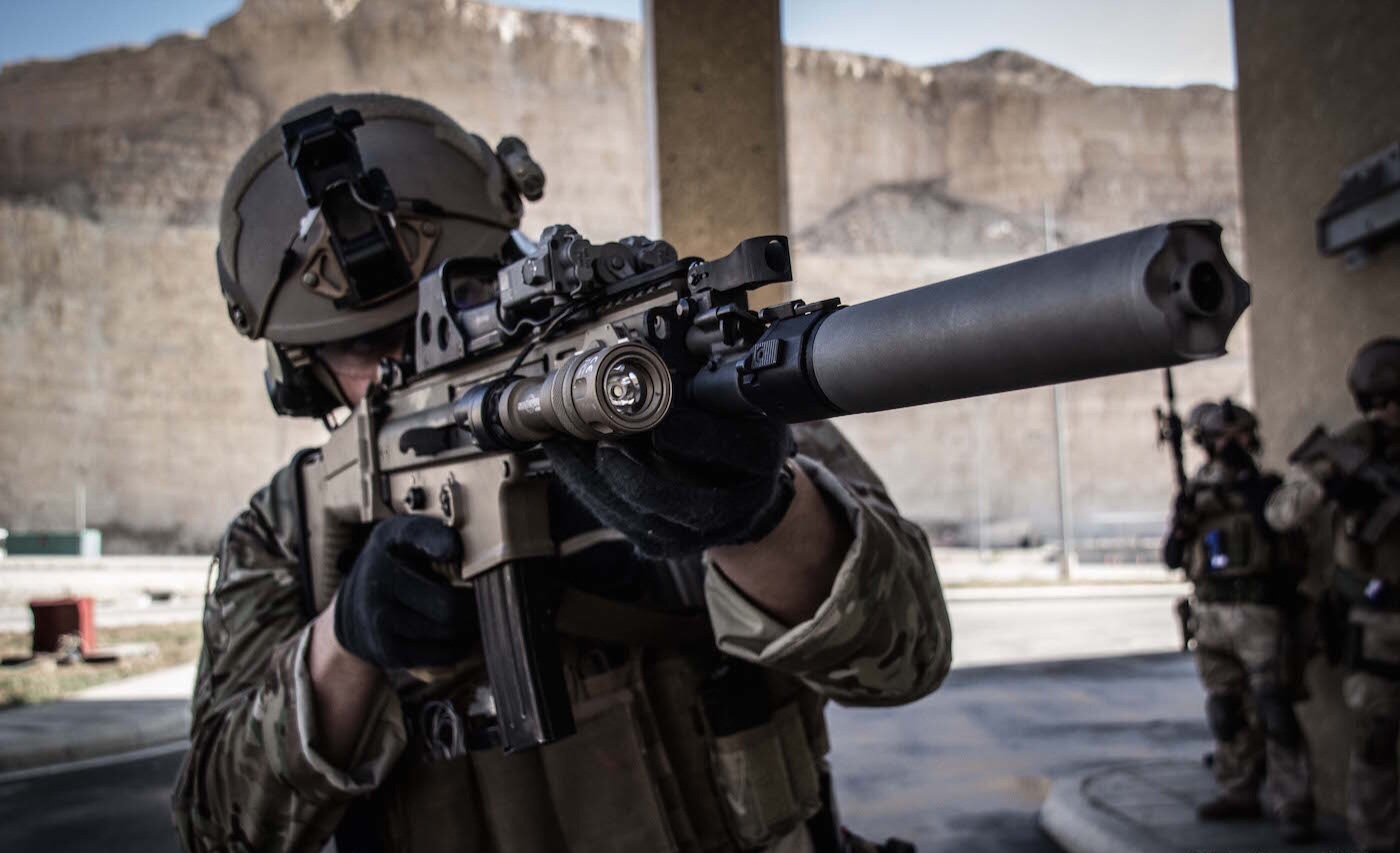
SCAR-Lを構えるベルギー軍陸上部隊特殊作戦群
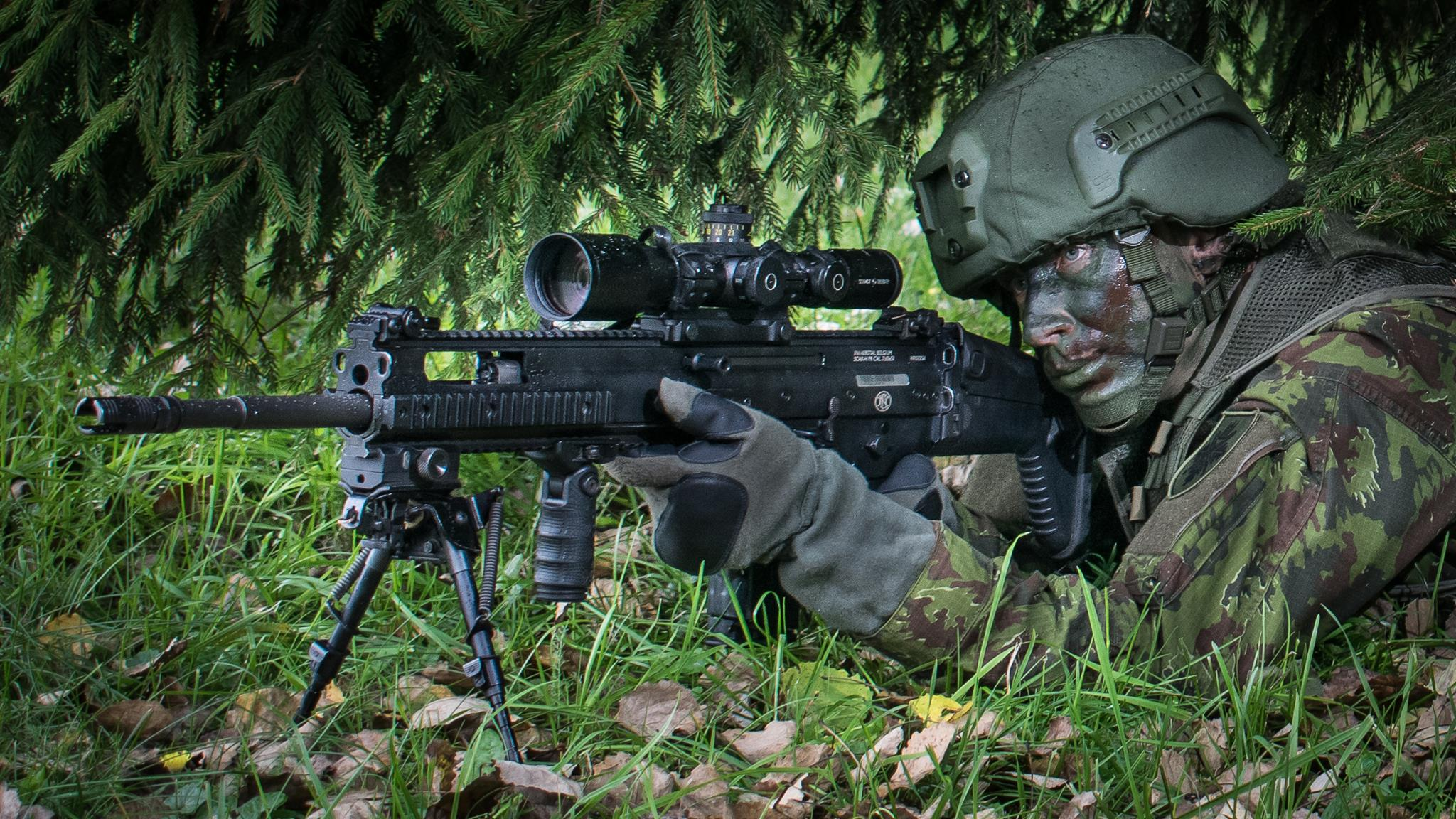
MK20を使用するリトアニア軍兵士
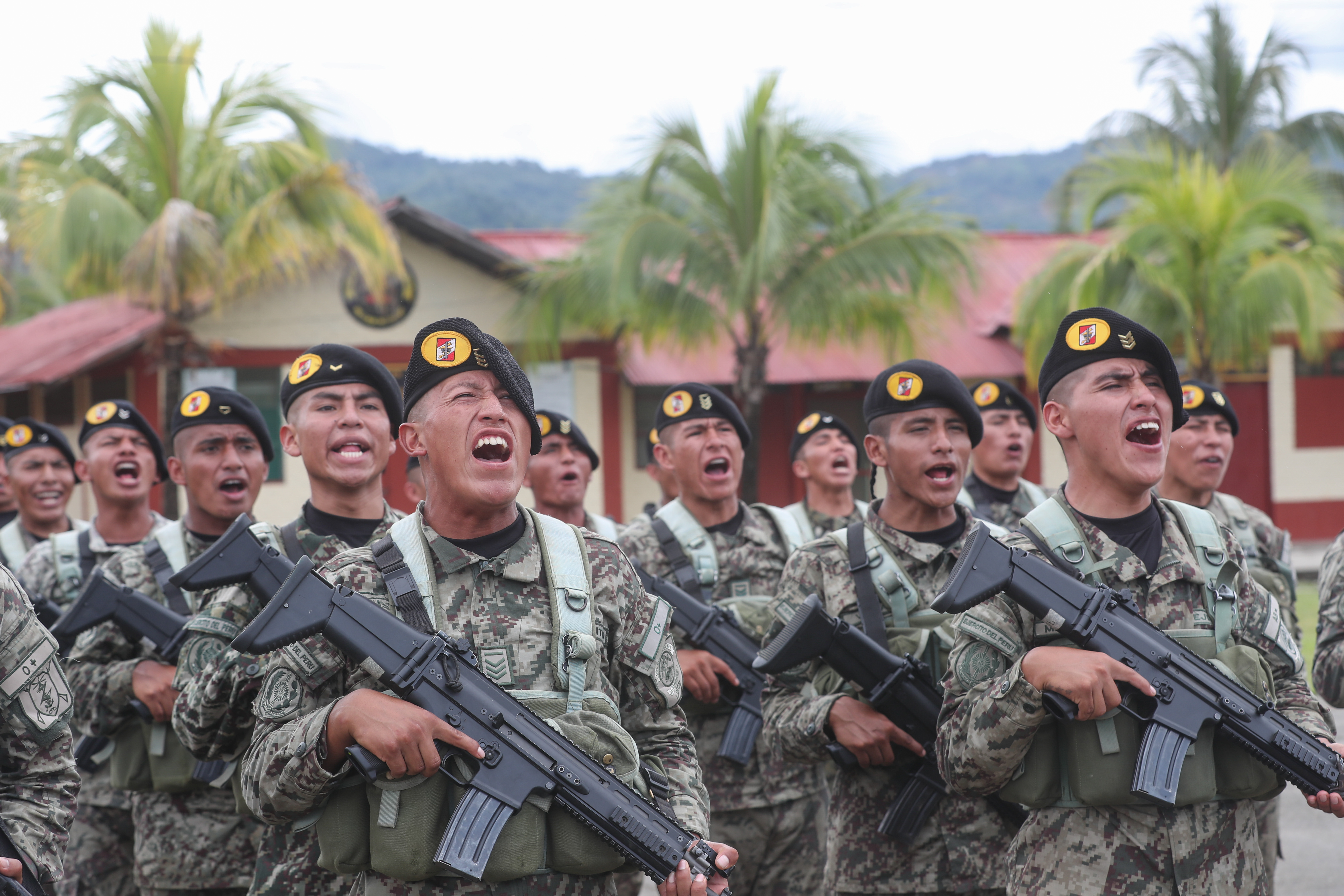
SCAR-Lを手にするペルー陸軍兵士
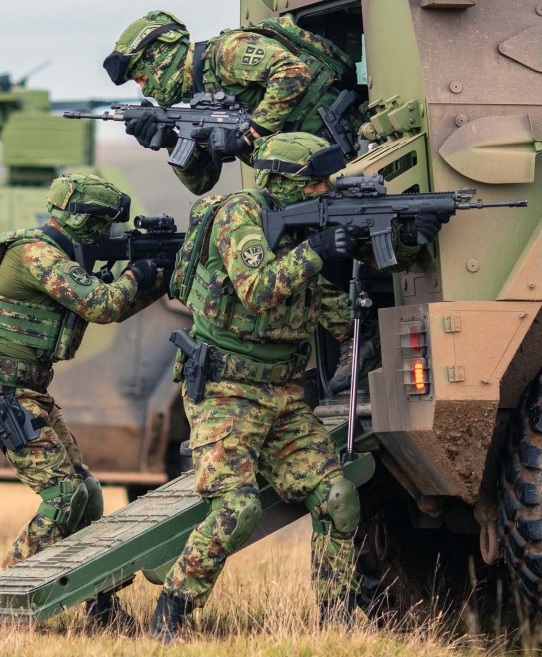
SCAR-Lを構えるセルビア軍第72特殊部隊旅団
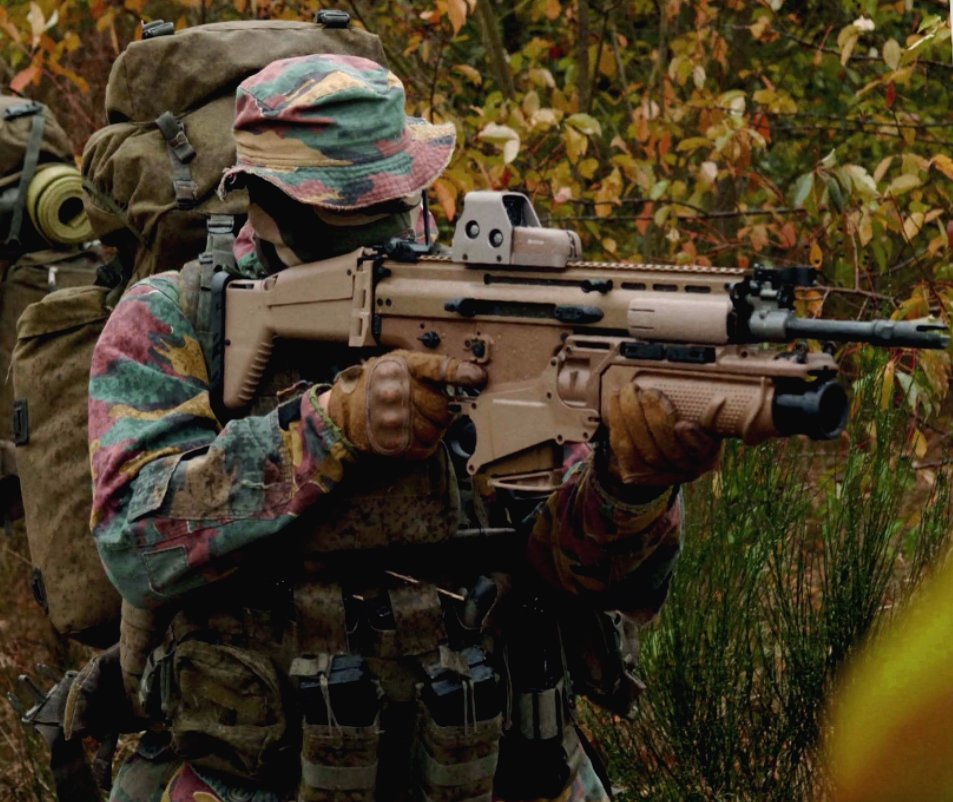
FN 40GL 40 mmグレネードランチャーを装備したベルギーの兵士
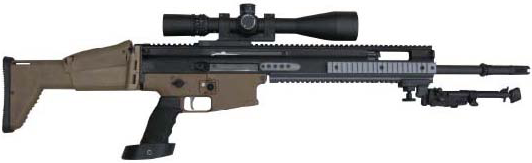
FN SCAR-H TPR（FN SCAR-H SSR Mk 20 Mod 0（ロシア語版））マークスマンライフル仕様
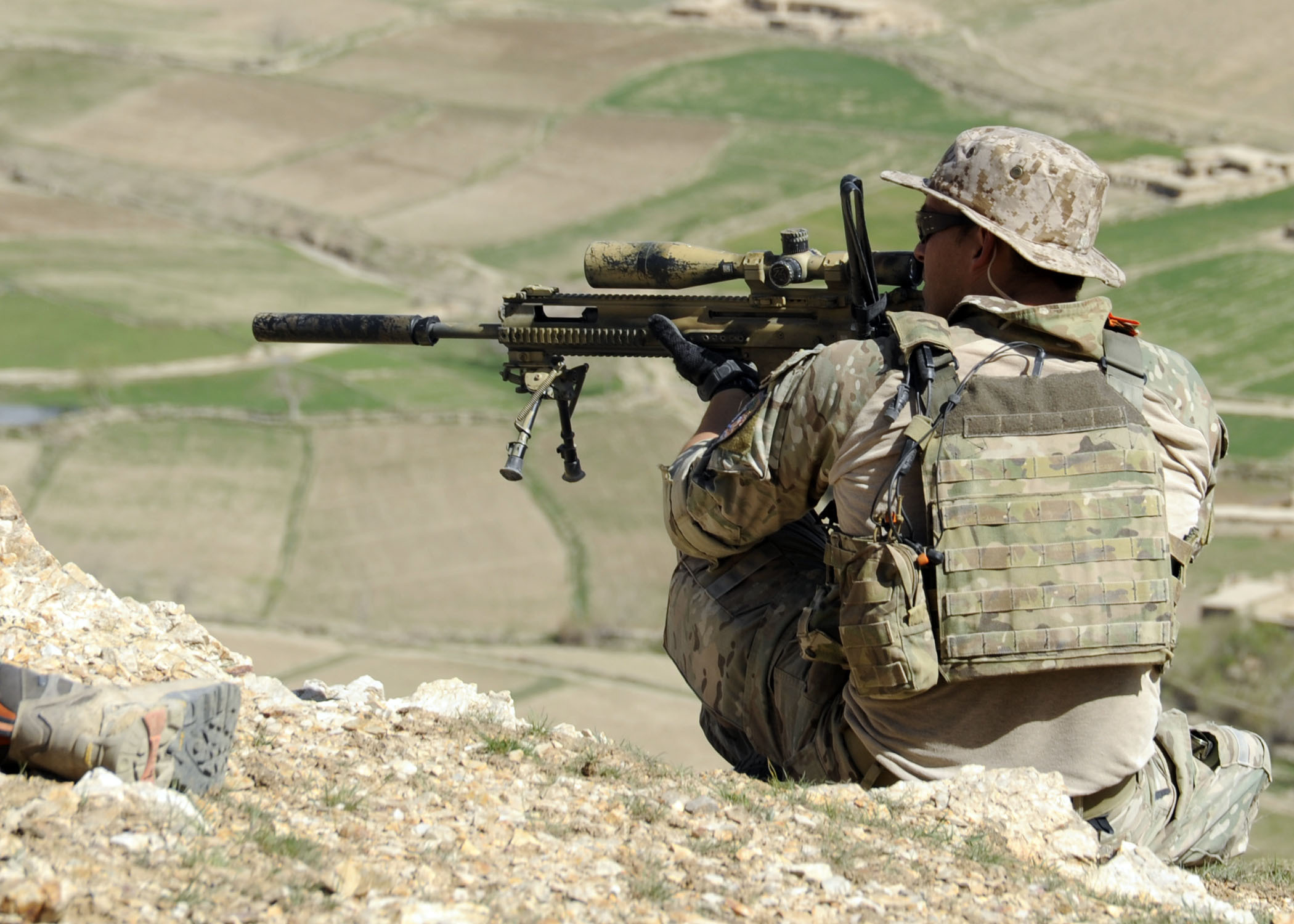
アフガニスタンでMk20狙撃支援ライフルを使用するアメリカ兵

## 登場作品

### 映画・テレビドラマ
『24 -TWENTY FOUR-』
シーズン8、23話「14:00 - 15:00」と24話「15:00 - 16:00」に登場。
主人公、ジャック・バウアーがAdvanced Armament社製BLACKOUT フラッシュサプレッサー、テレスコピックサイト、フォアグリップバイポット、レーザーデジグネータ装着のSCAR-Lを使用。
『96時間/レクイエム』
オレグがMicro T-1 レッドドットサイトを装備したSCAR-Lを使用。また、ハンドガード部分とマガジンに複数の予備弾倉をベルトで括り付けている。
『CSI:科学捜査班』
第12シーズン9話「殺人兵器」に登場。隠し部屋の壁に掛けてある。
『G.I.ジョー バック2リベンジ』
SCAR-L・SCAR-Hが登場。デューク、レディ・ジェイ、フリント、ジョー・コルトン司令官が使用。
Micro T-1 レッドドットサイト・Magpul AFG グリップ・AN/PEQ-15 レーザーモジュール・Magpul Eマグなどのアクセサリーが装着されている。
『Hawaii Five-0』
陸軍（シーズン1）やネイビーシールズ（シーズン5）がSCAR-Lを使用。ネイビーシールズのSCAR-LにはEOTech ホロサイト、レーザーデジグネータ、Mk.13 Mod.0 グレネードランチャーが装着されている。
『インセプション』
アーサーがACOGスコープ装着のSCAR-Lを使用する。
『オール・ユー・ニード・イズ・キル』
アメリカ統合防衛軍の兵士たちが着用する機動スーツの右手部分にSCAR-Hが固定されている。
『ザ・アウトロー』
主人公、ニック・オブライエン（ジェラルド・バトラー）がSCAR-Lを使用する。
『サボタージュ』
グラインダーとトライポッドがSCAR-Hを武装勢力との銃撃戦に使用。銃のアクセサリーにAN/PEQ-15とMicro T-1 レッドドットサイトが装着されている。
『猿の惑星: 新世紀』
マルコムがSCAR-Hを使用。ACOGスコープ、フォアグリップ、AN/PEG-15 レーザーデジグネータ、タクティカルライトが装着されている。
『ジョン・ウィック』
ヴィゴの手下がSCAR-Hを使用する。
『ダイ・ハード/ラスト・デイ』
主人公、ジョン・マクレーン刑事がチェチェン人の車のトランクに積んであったSCAR-H CQCを車ごと奪う。EOTech ホロサイト、タクティカルライト、Magpul RVG バーティカルグリップ、AN/PEQ-15が装着されており、チェルノブイリ原子力発電所での戦闘で使用する。
『トランスフォーマー/ダークサイド・ムーン』
NESTのメンバーがSCAR-Lを使用。EOTech 553 ホロサイト・AN/PEQ-15 ATPIAL・PMAGおよびフロントグリップが装着されている。
『バーン・ノーティス 元スパイの逆襲』
シーズン4、8話「誘拐」でマット・リースの刺客がSCAR-Lを使用。
『ワイルド・スピード EURO MISSION』
ジゼル・ヤシャがSCAR-L CQCを使用。Mk.13 Mod.0 グレネードランチャーが装着されている。

### 漫画・アニメ
『亜人』
対亜人特選群隊員が使用。標準装備としてACOGと麻酔銃がレール部分に装着されている。入間基地の地下における戦闘では隊員の一人が狙撃に使用し、64式7.62mm小銃を乱射するゲンの射殺に成功する。
『PSYCHO-PASS サイコパス』
劇場版に登場。国家憲兵が使用する。
『Charlotte』
第9話に登場する超能力者研究施設の警備員がSCAR-LをH&K MP5とともに使用する。
バレルの短いCQCタイプが登場するが、フロントサイトがハンドガード上方のレール部分に装着されているほか、オリジナルの伸縮式ストックモデルのほかにスケルトンタイプのストックが装着されたものが登場している。
『ダーウィンズゲーム』
『ヨルムンガンド』
シーズン2第3話（15話）「Dance with Undershaft phase.」で、CIAのヘックスがアールとの戦闘にマグプルPMAGと光学照準器、グリップ、タクティカルライトを装着したSCAR-L（CQCモデル）を使用。
シーズン2第10話（22話）「NEW WORLD phase.3」でアメリカ海軍特殊部隊ナイト・ナイン隊員がEOTech ホロサイトとグリップを装着したSCAR-Lを使用。

### ゲーム
『Alliance of Valiant Arms』
EUROで購入できるアサルトライフルとして、ショップにて販売。
『ARMA 2』
拡張パック「Operation Arrowhead」で、アメリカ陸軍の主装備としてSCAR-L・SCAR-Hが登場。
『BulletForce』
「SCAR-H」が登場。
『荒野行動』
「S-CAR」という名称でSCAR-Lが登場する。
『HOME FRONT』
SCAR-L・SCAR-H LMGが登場。
『Left 4 Dead 2』
アサルトライフル系上位武器「コンバットライフル」として登場。実銃と異なり装弾数は60発と多いが、3点バーストに固定されている。
『MASSIVE ACTION GAME』
SCAR-Lが「SFCR LW」、SCAR-Hが「SFCR HW」として登場。
『OPERATION7』
SCAR-L・SCAR-Hが登場。
『Operation Flashpoint: Dragon Rising』
アメリカ海兵隊陣営で使用可能なアサルトライフルとしてSCAR-Lが「Mk16 Mod0」の名称で、SCAR-Hが「Mk17 Mod0」の名称で登場する。カスタマイズはそれぞれ異なっており、SCAR-Lはエイムポイント社製ドットサイトとグレネードランチャーを装着したアサルト仕様とサプレッサーを装着したステルス仕様を、SCAR-HはACOGとAN/PEQ-2 レーザーサイト、フォアグリップを搭載したマークスマン仕様とAN/PAS-13を搭載した夜間任務仕様をそれぞれ選択可能。
『OPERATION GHOST』
セミオート、3点バースト、フルオートの3段階の切替式のアサルトライフルと、フルオートのヘビーマシンガンの2種類で登場。いずれもマガジン内弾数が24発。2種類の箱を破壊する5発・10発、クリティカルショット（ヘッドショット、もしくは武器を狙撃）でのセミオート時2発、3点バースト時1発とフルオート弾の補充方法が異なる。
『Tom Clancy's the Division』シリーズ
アサルトライフルとしてSCAR-L、マークスマンライフルとしてSCAR-Hが登場。
『PLAYERUNKNOWN'S BATTLEGROUNDS』
SCAR-Lが登場。
『SOCOM: U.S. Navy SEALs Portable』
SCAR-L・SCAR-Hがアサルトライフルおよび戦闘ライフルとして登場。また、表記名はSCAR-Lが「SFCR LW」、SCAR-Hが「SFCR HW」となっている。
『クロスファイア』
SCAR-L・SCAR-Hが登場。
『コール オブ デューティシリーズ』
『コール オブ デューティ モダン・ウォーフェア2』
TF141と第75レンジャー連隊のメインアームの1つとして第二世代のSCAR-Hが登場しており、リマスター版では第三世代のSCARになっている。
とあるミッションでは所持していたM4カービンの弾が切れたラミレスに対してSCAR-Hを所持しているフォーリー軍曹がSCAR-Hの弾倉を渡すというシーンが存在する（SCAR-Hは7.62mm弾を使用するのに対してM4カービンは5.56mm弾を使用するため、疑問が持たれることもあるが、米陸軍兵士の規定（2011年現在）として、必ず5.56mmx45弾を2セット所持していなければならないとあるため、決して間違った表現ではない。装着できるグレネードランチャーはM203になっている。
『コール オブ デューティ モダン・ウォーフェア3』
SCAR-Lが登場。装着できるグレネードランチャーはM320になっている。
『コール オブ デューティ ブラックオプス2』
アサルトライフルとしてSCAR-Hが、ライトマシンガンとしてHAMRが登場。
『コール オブ デューティ モダン・ウォーフェア』
SCAR-Hが「FN SCAR 17S」の名称で登場。FNの名がついているが実際は架空の企業が生産している。ストーリーでは何故かロシア軍の武器庫で拾える他、最終ミッションではカイルが持っている。マルチプレイとCOOPモードではプレイヤーレベルの47から持てる。CoDシリーズでは初めて専用のFN40GLや、二脚付のフォアグリップも装着が可能になった。また、本作のデザインは版権回避のためかAR-15の要素を足したデザインになっている。
『コール オブ デューティ ウォーゾーン』
SCAR-Hが「FN SCAR 17S」の名称で登場。
『コール オブ デューティ モダン・ウォーフェアII』
SCAR-Lが「TAQ-56」、SCAR-Hが「TAQ-V」、SCAR 20S(6.5mmCM弾仕様)が「TAQ-M」の名称で登場。本作では版権の関係で、前作「MW」のように実名では登場しなかった。
『スペシャルフォース2』
SCAR-H・SCAR-Lともにメイン武器として登場。SCAR-HはH&K MP7とともに、初期の武器として選択が可能。
『ドールズフロントライン』
今まではストーリー内で名前の登場でしばらくビジュアルも不明の状態であったが、中国での5周年イベントのパネル展示にてSCAR-LとMk20SSRのデザインが存在していることが判明した。2023年3月10日のイベントエクリプス・サロスでARとしてSCAR-L,RFとしてSCAR-Hの名前で実装された、RFのSCAR-Hは名前こそSCAR-Hであるが銃の見た目はMk20SSR仕様である。
『ハイドアンドファイア』
突撃銃カテゴリーにSCAR-Hと狙撃銃カテゴリーにSCAR-PRという名でSCAR-SSRが登場する他には機関銃カテゴリーでhamrが登場するが全くの別物である
『バトルフィールドシリーズ』
『BF2』
特殊兵の装備として初期型のSCAR-Lを使用可能。
『BFBC』
特殊兵クラスでSCAR-L CQCが使用可能。サプレッサー標準装備。
『BFBC2』
工兵クラスでSCAR-Lが使用可能。ACOGなどの光学照準器が装備できる。
『BF3』
SCAR-Lがアサルトライフル、SCAR-Hがカービンライフルとして登場。両方とも初期モデルであるが、アイアンサイトのデザインが微妙に異なり、フレームのネジが省略されている。
『BF4』
SCAR-Hがアサルトライフル、SCAR-H SVがマークスマンライフルとして登場。なぜかSCAR-H SVは実在のSSRモデルではなく、メダル・オブ・オナー ウォーファイターから流用したMk18のハンドガードのモデリングが流用されており、逆さに取り付けられている。前者はキャンペーンの主人公、レッカー軍曹の愛銃でもある。
『BFH』

『バトルフィールド2042』SCAR-Hが「SFAR-M GL」として登場。グレネードランチャーがデフォルトで装備され、取り外しは不可。
『メダル・オブ・オナー ウォーファイター』
デモリションのクラスでMk.16 PDWが使用可能であり、キャンペーンのみSCAR-Hが使用可能。
『メタルギアソリッド4』
「Mk.17」としてSCAR-H CQCが登場。
『レインボーシックス シージ』
Navy SEALs隊員「BLACK BEARD」の装備として「Mk 17 CQB」の名称で登場。
『Fortnite』
「アサルトライフル」としてキャラクターが装備。出現率が通常のアサルトライフルと違い低い。通常のアサルトライフルは「M16自動小銃」となっている。
「ストライカーアサルトライフル」としてバリスティックモードで登場する。
『surviv.io』
SCAR-Hが登場。一部のイベント限定でMK20 SSRも登場する。
『THE FINALS』
中ビルドの武器「FCAR」としてSCAR-Hが登場。
『ブルーアーカイブ -Blue Archive-』
トリニティ総合学園の放課後スイーツ部に所属している伊原木ヨシミが「スイーツドライバー」という名前のSCAR-Hを使用、所持している。
同じくトリニティ総合学園の図書委員会に所属している円堂シミコも「ライブラリールーラー」という名前のSCAR-Hを使用、所持している。
シミコの銃はコッキングレバーの位置など異なる点が多く、ヨシミの方が原型に近い形となっている。